# Zwierzę monoestralne
Zwierzę monoestralne, zwierzę jednorujowe – zwierzę, u którego ruja występuje u samic tylko jeden raz w roku. Przykładami takich zwierząt są: dzicy przodkowie zwierząt domowych, lisy, norki, a także suseł perełkowany.